# San Francisco, San Juan Lachao
San Francisco är en ort i Mexiko.   Den ligger i kommunen San Juan Lachao och delstaten Oaxaca, i den sydöstra delen av landet, 400 km sydost om huvudstaden Mexico City. San Francisco ligger 727 meter över havet och antalet invånare är 104.
Terrängen runt San Francisco är kuperad åt sydost, men åt nordväst är den bergig. Runt San Francisco är det ganska glesbefolkat, med 24 invånare per kvadratkilometer. Närmaste större samhälle är Santa Catarina Juquila, 18,9 km väster om San Francisco. I omgivningarna runt San Francisco växer i huvudsak städsegrön lövskog.